# Hydravions Georges Lévy
Pour les articles homonymes, voir Lévy.
Banquier passionné d’aviation, Georges Lévy (1891-1953) a créé rue Michel Carré à Argenteuil en 1911 des ateliers pour la construction de canots de compétition et d’hydroaéroplanes qu’il partage avec Georges Levellois.

## Historique
En juillet 1913 Henri Lévêque lui cède les brevets sur les hydravions créés par François Denhaut. Georges Lévy fonde alors la société des Hydravions Georges Lévy et, avec l’aide de Maurice Blanchard et de l’ingénieur Maurice Jules-Marie Le Pen  (1889-1919, né à Lorient, Morbihan), qui vient de chez le motoriste Gnôme, relance la construction d’hydravions.
Les premières réalisations de la firme, dont le siège est établi 4 rue de Cormeilles à Levallois, sont des hydravions Donnet-Denhaut destinés à la Marine Nationale. En 1914, Georges Lévy achète les Ateliers de Bezons créés par Henri Lévêque, constructeur de bateaux de course et d’hydroaéroplanes à moteur (hydravion). 
En 1917 un accord est conclu avec Marcel Besson pour produire un triplan biplace à coque de 200 ch, le Lévy-Besson dont 207 exemplaires sont livrés à la Marine Nationale. Une autre réalisation de la société est le grand hydravion à coque biplan Lévy-Le Pen HB2, livré à la Marine à partir de juin 1918, et resté officiellement en service jusqu'en 1926.
La société disparaît en 1937.